# Windsor, Nova Scotia
Windsor är en ort i Kanada. Den är belägen i provinsen Nova Scotia, i den sydöstra delen av landet, 900 km öster om huvudstaden Ottawa. Windsor är beläget 11 meter över havet och antalet invånare är 3 864.
Terrängen runt Windsor är huvudsakligen platt, men västerut är den kuperad. Runt Windsor är det glesbefolkat, med 11 invånare per kvadratkilometer.. Windsor är det största samhället i trakten. 
I omgivningarna runt Windsor växer i huvudsak blandskog.